# Lincoln Chafee
Lincoln Davenport Chafee [ˈtʃeɪfiː], född 26 mars 1953 i Warwick i Rhode Island, är en amerikansk demokratisk (tidigare republikansk) politiker. Han var guvernör i delstaten Rhode Island and Providence Plantations mellan 2011 och 2015. Mellan 1999 och 2007 tillhörde Chafee republikanerna. Mellan 2007 och 2013 var han politiskt obunden för att 2013 gå över till demokraterna. 

## Biografi
Chafee har bedrivit högre studier vid bland annat Brown University, där han tog examen 1975, men även verkat yrkesmässigt som hovslagare. Från 1992 till 1999 var han borgmästare i Warwick.
Chafee inträdde i USA:s senat 1999, då fadern, senator John Chafee, avled. Han valdes till en egen mandatperiod kort därefter i senatsvalet 2000 men förlorade i valet i november 2006. I senaten har Chafee ofta utmärkt sig i sin partigrupp för starkt liberala ståndpunkter. Han röstade som enda republikansk senator och mot majoriteten av demokrater mot användandet av militärt våld i Irak (Irakkriget) och för upprättande av en tidtabell för trupptillbakadragande. Som exempel på hans engagemang i miljöfrågor kan nämnas att han som en av få republikaner har röstat mot oljeprospektering i naturreservatet Arctic National Wildlife Refuge i Alaska. Han är även för laglig abort, har motsatt sig George W. Bushs skattesänkningar och motsatt sig dödsstraff. Chafee betraktades i flera undersökningar som konsekvent mer politisk vänster än flera senatsdemokrater, huvudsakligen från sydstaterna, en numera mycket ovanlig status. Efter att ha förlorat omval 2006 mot demokraten Sheldon Whitehouse, i en kampanj där Chafee hårt ansatts från både vänster och höger som menlös och utan principer, drog sig Chafee tillbaka från rikspolitiken. Han efterträdde sin far, vilket anses något kutym, och hade enligt egen utsago röstat obetänksamt på grund av den sorg och press han befann sig under, vilket tolkades som oseriöst. 
Chafee gjorde comeback som oberoende kandidat i guvernörsvalet i sin hemstat Rhode Island den 2 november 2010 – där sju kandidater ställde upp – och kunde den 4 januari 2011 efterträda Donald Carcieri som guvernör i Rhode Island. Han tjänade en mandatperiod och avgick 2015. 
Den 3 juni 2015 meddelade Chafee att han kandiderade för presidentposten till valet 2016 för demokraterna. Den 23 oktober 2015 drog han tillbaka sin kandidatur i ett relativt tidigt skede, efter ett par debatter mot konkurrenterna Bernie Sanders, Hillary Clinton och Jim Webb.
Den 5 januari 2020 ansökte Chafee om att kandidera till presidentvalet 2020, den här gången inom Libertarian Party. Chafee drog tillbaka sin presidentkandidatur den 5 april 2020.